# Valentín Coronel Martínez

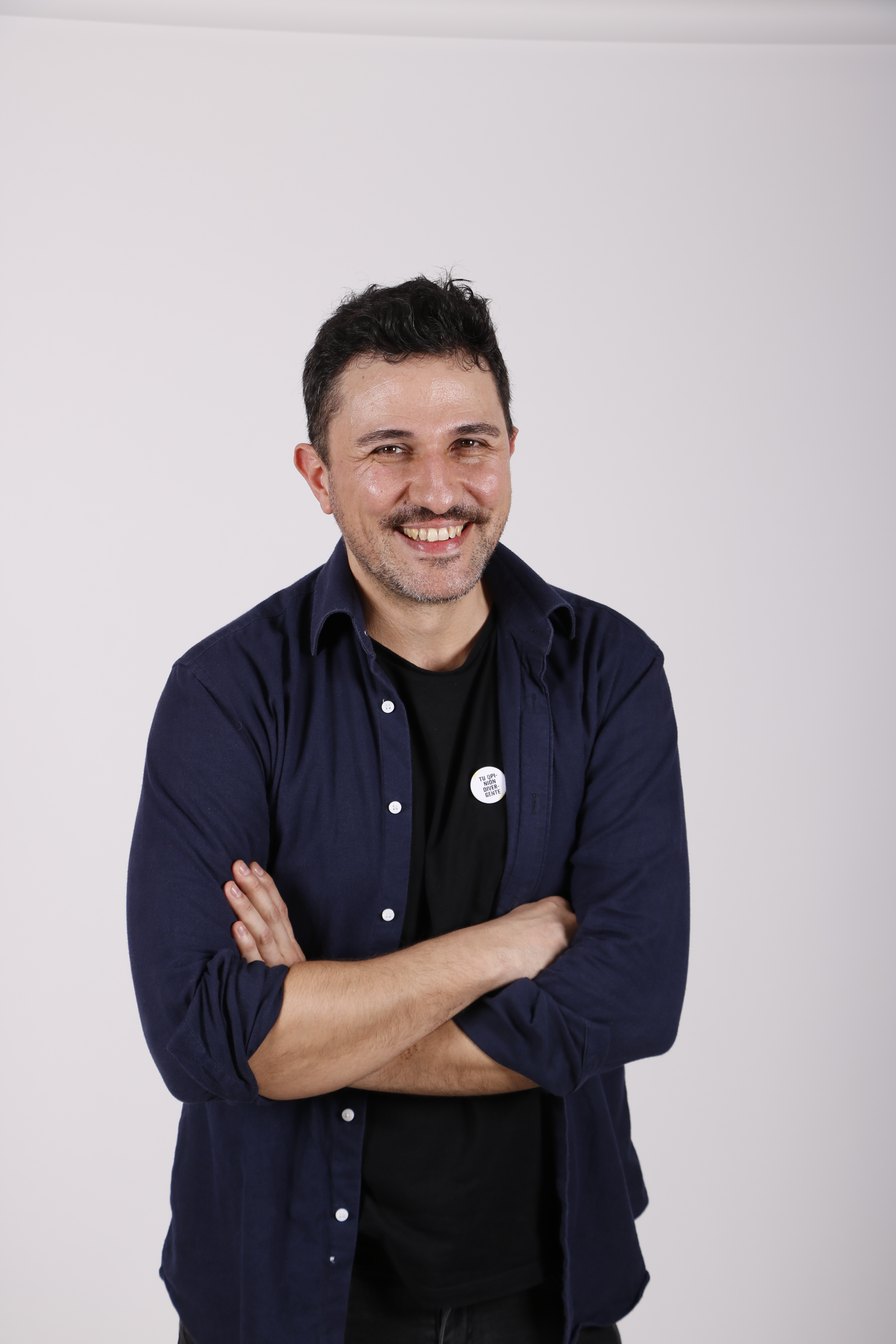
Valentín Coronel. Font: Pere Fuster

Valentín Coronel Martínez (Pinto, 1973) és un escriptor i redactor especialitzat en ecologia.
Establert a Pontevedra, ha repartit el temps entre Edimburg, Girona i Barcelona. Admirador de l'escriptor Roald Dahl i defensor de l'educació lúdica i participativa, ha treballat com a redactor, centrat especialment en ecologia. En el seu temps lliure crea contes com a base de projectes docents. Va ser un dels impulsors de Ágora Pinto, una revista digital independent i plural.
Ha publicat els llibres El oso polar se fue a la playa. Ecología para animales despistados i Geografía bajo el ombligo. Sexología para todos los gustos dins de la col·lecció «Tu opinión divergente» de l'editorial valenciana Algar.

## Obra[4]
- El oso polar se fue a la playa. Ecología para animales despistados (Algar, 2018), versió valenciana de Teresa Broseta: L'os polar se'n va anar a la platja. Ecologia per a animals despistats (Bromera, 2018)[5]

- Geografía bajo el ombligo. Sexología para todos los gustos (Algar, 2020), versió valenciana de Teresa Broseta: Geografia davall del melic. Sexologia per a tots els gustos (Bromera, 2020)[6]